# Pomperovec
Pomperovec est un village de la municipalité de Budinščina (comitat de Krapina-Zagorje) en Croatie. Au recensement de 2011, le village comptait 48 habitants.